# Moschea di Nuruosmaniye
La moschea di Nuruosmaniye (in lingua turca Nuruosmaniye Camii, "moschea della luce di Osman") è una moschea ottomana sita a Çemberlitaş, nelle vicinanze di Fatih, distretto di Istanbul in Turchia.

## Storia
Essa è considerata uno degli esempi più belli di architettura ottomana in stile barocco. Venne progettata dagli architetti Mustafa Ağa e Simon Kalfa su commissione del sultano Mahmud I e completata da suo fratello Osman III. Gli architetti adottarono gli elementi stilistici del barocco. La moschea si distingue altresì per la mancanza della fontana per le abluzioni (şadırvan). Essa è ubicata vicino all'ingresso del Grande Bazar, della colonna di Costantino e della storica moschea di Atik Ali Pascià.